# Nokomis
För andra betydelser, se Nokomis (olika betydelser).
Nokomis ("farmoder")  är modergudinna i mytologi hos algonkinindianerna i Nordamerika, farmor till Nanabush och Chiabos.